# Michael Tallai
Michael Tallai geb. Glebke (* 21. August 1967 in Bochum) ist ein deutscher Journalist und Verlagsmanager.

## Wirken
Tallai studierte Journalistik, Germanistik und Politikwissenschaften an der Otto-Friedrich-Universität Bamberg. Nach der Wende in der DDR wurde er 1991 als erster Westdeutscher festangestellter Redakteur bei der ehemals staatlichen Nachrichtenagentur der DDR, dem Allgemeinen Deutschen Nachrichtendienst (ADN), in Bonn. Nach der Übernahme von ADN durch den Deutschen Depeschendienst (ddp)  wechselte Tallai zunächst als Korrespondent nach Erfurt und dann als Landesdienstleister Mecklenburg-Vorpommern nach Schwerin. Später arbeitete er als stellvertretender Chefredakteur für die Vereinigten Wirtschaftsdienste (vwd) in Eschborn und als Deutschland-Geschäftsführer des US-Verlags Dow Jones in Frankfurt.
Seit Juni 2015 ist Tallai Geschäftsführer der zur Funke-Mediengruppe gehörenden Mediengruppe Thüringen (MGT), der größten ostdeutschen Tageszeitungsgruppe. Die MGT gibt unter anderem die drei Tageszeitungen Thüringer Allgemeine, Thüringische Landeszeitung und Ostthüringer Zeitung heraus.
Tallai wohnt in Erfurt, ist verheiratet und hat zwei Kinder.

## Ehrenämter
Tallai hat verschiedene Ehrenämter inne. So leitet er unter anderem als Vorsitzender das Kuratorium der Thüringer Zooparkstiftung, ist Beiratsmitglied der Informationsgemeinschaft zur Feststellung der Verbreitung von Werbeträgern e. V. (IVW), Berlin, der Thüringer Sporthilfe sowie des Staatswissenschaftlichen Forums der Universität Erfurt. Kurzzeitig war Tallai auch Aufsichtsratsvorsitzender des Fußball-Vereins FC Rot-Weiß Erfurt. Wegen Streitigkeiten mit dem Präsidium trat er im März 2018 nach nur drei Monaten von dem Amt zurück.

## Werke
- Michael Glebke: Die Philosophie Georg Büchners. Tectum Verlag Marburg 1995. ISBN 978-3-8288-2338-9